# Rofecoxib

Strukturformel

Rofecoxib är en kemisk förening med formeln C17H14O4S. Ämnet är ett smärtstillande och inflammationsdämpande läkemedel som verkar genom att hämma enzymet COX-2. Rofecoxib var den aktiva substansen i det numera indragna läkemedlet Vioxx.
Coxiberna utvecklades som ett alternativ till traditionella NSAID-preparat och designades för att inte ha de magbiverkningar som förknippas med NSAID-preparat. Studier visade dock att rofecoxib gav en ökad risk för hjärt-kärlbiverkningar, vilket ledde till att läkemedlet drogs in.